# (21294) Yamaguchiyuko
(21294) Yamaguchiyuko est un astéroïde de la ceinture principale découvert en 1996.

## Description
(21294) Yamaguchiyuko a été découvert le 7 novembre 1996 à l'observatoire de Kitami, situé à l'est d'Hokkaidō (Japon), par Kin Endate et Kazuro Watanabe.

### Caractéristiques orbitales
L'orbite de cet astéroïde est caractérisée par un demi-grand axe de 2,27 UA, un périhélie de 1,90 UA, une excentricité de 0,16 et une inclinaison de 1,98° par rapport à l'écliptique. Du fait de ces caractéristiques, à savoir un demi-grand axe compris entre 2 et 3,2 UA et un périhélie supérieur à 1,666 UA, il est classé, selon la JPL Small-Body Database, comme objet de la ceinture principale d'astéroïdes.

### Caractéristiques physiques
(21294) Yamaguchiyuko a une magnitude absolue (H) de 15,0 et un albédo estimé à 0,181.